# Fort Punta Christo
Fort Punta Christo est un fort côtier blindé, situé sur la péninsule de Pula du même nom, construit par l'Autriche-Hongrie à la fin du XIXe siècle pour protéger le port principal de sa marine. Il fait partie de la ceinture fortifiée de Pula. Le fort était situé dans le secteur II de la région côtière de Pula (allemand : Küstenabschnitt Pola) et a été classé comme fort blindé côtier (allemand : Werk (Küstenfort) mit Panzer). Il s'agit de la plus grande fortification austro-hongroise à Pula.

## Rôle
Fort Punta Christo se trouve à une altitude de 45 m, et est placé à l'endroit le plus en vue qui ferme l'entrée de la baie de Pula par le nord. Pour garder les « portes de Pula », il était assisté d'un brise-lames et du fort Musil situé sur la péninsule du même nom, qui fermait la baie de Pula au sud. De plus, Fort Punta Christo protégeait l'entrée sud du canal de Fažana.
Le fort accueille désormais un café et une aire de jeux. Un festival a eu lieu dans la forteresse de 2007 à 2018.

## Histoire

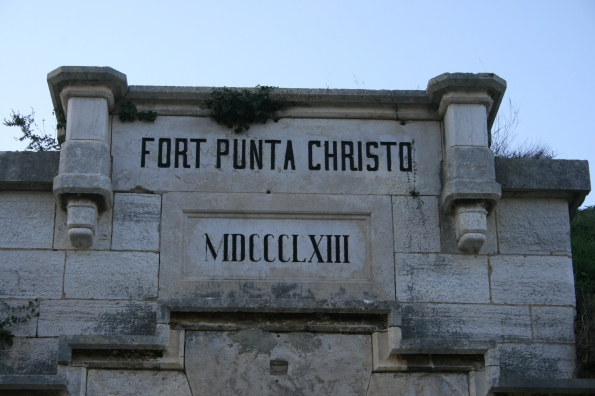
Façade du fort.

Deux de ses ailes ont été modernisées, et il a été transformé en forteresse en 1883, lorsque de l'armement lourd y a été installé et que trois autres casernes ont été construites à proximité.
La forteresse a été légèrement endommagée lors du bombardement allemand de Pula pendant la Seconde Guerre mondiale en 1945. De 1862 à 1980, la forteresse a été utilisée comme caserne et de 1980 à 1982, comme entrepôt d'armes, bien qu'elle fasse partie du complexe militaire. Dans ce domaine, l'armée l'a entretenu jusqu'en 1990, date à laquelle l'armée l'a complètement négligé, bien que le fort n'ait pas été correctement entretenu après la Seconde Guerre mondiale. 
Le fort est restauré à partir des années 2000 par un groupe de passionnés, qui nettoie la zone sans le soutien des autorités croates.

## Tournage
Certaines scènes du film dans lesquelles Mirko Filipović joue le rôle principal ont été tournées dans ce fort. 